# Università Robert Gordon
La Robert Gordon University (RGU) è una università scozzese situata nella città di Aberdeen.

## Storia
Fondata nel XVII secolo da Robert Gordon, un ricco mercante della città, è diventata formalmente ente universitario nel 1992. È uno dei due atenei della città; l'altro è l'Università di Aberdeen.
L'ateneo ha due sedi ad Aberdeen: una nel centro della città a Schoolhill in St. Andrew Street e l'altra a Garthdee, nella parte sud-ovest della città sulle rive del fiume Dee.